# Liste Swadesh du haoussa
Cette page contient des caractères spéciaux ou non latins. S’ils s’affichent mal (▯, ?, etc.), consultez la page d’aide Unicode.
Liste Swadesh de 207 mots en français et en haoussa.

## Présentation
Développée par le linguiste Morris Swadesh comme outil d'étude de l'évolution des langues, elle correspond à un vocabulaire de base censé se retrouver dans toutes les langues. Il en existe diverses versions, notamment :
- une version complète de 207 mots, dont certains ne se retrouvent pas dans tous les environnements (elle contient par exemple serpent et neige),
- une version réduite de 100 mots.

Il ne faut pas considérer cette liste de mots comme un lexique élémentaire permettant de communiquer avec les locuteurs de la langue considérée. Son seul but est de fournir une ouverture sur la langue, en en présentant des bases lexicales et si possible phonétiques.

## Liste
| No  | français                  | haoussa hausa                        |
| 1   | je                        | ni                                   |
| 2   | tu, vous (formel)         | kai                                  |
| 3   | il                        | shi                                  |
| 4   | nous                      | mu                                   |
| 5   | vous (pluriel)            | ku                                   |
| 6   | ils                       | su                                   |
| 7   | ceci, celui-ci            | wannan                               |
| 8   | cela, celui-là            | wancan                               |
| 9   | ici                       | nan                                  |
| 10  | là                        | can                                  |
| 11  | qui                       | wa (interrogatif)                    |
| 12  | quoi                      | me (interrogatif)                    |
| 13  | où                        | ina (sans déplacement, interrogatif) |
| 14  | quand                     | yaushe (interrogatif)                |
| 15  | comment                   | yaya (interrogatif)                  |
| 16  | ne ... pas                | ba ...                               |
| 17  | tout                      | duk                                  |
| 18  | beaucoup                  | da yawa                              |
| 19  | quelques                  | waɗansu                              |
| 20  | peu                       | kaɗan                                |
| 21  | autre                     | wancan                               |
| 22  | un                        | ɗaya                                 |
| 23  | deux                      | biyu                                 |
| 24  | trois                     | uku                                  |
| 25  | quatre                    | huɗu                                 |
| 26  | cinq                      | biyar                                |
| 27  | grand                     | babba                                |
| 28  | long                      | dogo                                 |
| 29  | large                     | mai faɗi                             |
| 30  | épais                     | mai kauri                            |
| 31  | lourd                     | mai nauyi                            |
| 32  | petit                     | ƙarami                               |
| 33  | court                     | gajere                               |
| 34  | étroit                    | mai ƙunci                            |
| 35  | mince                     | siriri                               |
| 36  | femme                     | mace                                 |
| 37  | homme (mâle adulte)       | namiji                               |
| 38  | homme (être humain)       | mutun                                |
| 39  | enfant                    | yaro (garçon), yarinya (fille)       |
| 40  | femme (épouse)            | mata                                 |
| 41  | mari                      | miji                                 |
| 42  | mère                      | uwa                                  |
| 43  | père                      | uba                                  |
| 44  | animal                    | dabba                                |
| 45  | poisson                   | kifi                                 |
| 46  | oiseau                    | tsuntsu                              |
| 47  | chien                     | kare                                 |
| 48  | pou                       | kwarkwa                              |
| 49  | serpent                   | maciji                               |
| 50  | ver                       | tsutsa                               |
| 51  | arbre                     | itace                                |
| 52  | forêt                     | ƙungurmin daji                       |
| 53  | bâton                     | sanda                                |
| 54  | fruit                     | ’ya’yan itace                        |
| 55  | graine                    | iri                                  |
| 56  | feuille (d'un végétal)    | ganye                                |
| 57  | racine                    | saiwa                                |
| 58  | écorce                    | ɓawon itace                          |
| 59  | fleur                     | fure                                 |
| 60  | herbe                     | ciyawa                               |
| 61  | corde                     | igiya                                |
| 62  | peau                      | fata                                 |
| 63  | viande                    | nama                                 |
| 64  | sang                      | jini                                 |
| 65  | os                        | ƙashi                                |
| 66  | graisse                   | ƙiba, mai                            |
| 67  | œuf                       | ƙwai                                 |
| 68  | corne                     | ƙaho                                 |
| 69  | queue (d'un animal)       | wutsiya                              |
| 70  | plume (d'un oiseau)       | gashin tsuntsu                       |
| 71  | cheveux                   | suma                                 |
| 72  | tête                      | kai                                  |
| 73  | oreille                   | kunne                                |
| 74  | œil                       | ido                                  |
| 75  | nez                       | hanci                                |
| 76  | bouche                    | baki                                 |
| 77  | dent                      | haƙori                               |
| 78  | langue (organe)           | harshe                               |
| 79  | ongle                     | farce                                |
| 80  | pied                      | ƙafa                                 |
| 81  | jambe                     | ƙafa                                 |
| 82  | genou                     | gwiwa                                |
| 83  | main                      | hannu                                |
| 84  | aile                      | fiffike                              |
| 85  | ventre                    | ciki                                 |
| 86  | entrailles, intestins     | hanji                                |
| 87  | cou                       | wuya                                 |
| 88  | dos                       | baya                                 |
| 89  | poitrine                  | nono, ƙirji                          |
| 90  | cœur (organe)             | zuciya                               |
| 91  | foie                      | hanta                                |
| 92  | boire                     | sha                                  |
| 93  | manger                    | ci                                   |
| 94  | mordre                    | ciza                                 |
| 95  | sucer                     | tsotsa                               |
| 96  | cracher                   | tofa                                 |
| 97  | vomir                     | yi amai                              |
| 98  | souffler                  | busa, hura                           |
| 99  | respirer                  | yi numfashi                          |
| 100 | rire                      | yi dariya                            |
| 101 | voir                      | gani                                 |
| 102 | entendre                  | ji                                   |
| 103 | savoir                    | sani                                 |
| 104 | penser                    | yi tsammani                          |
| 105 | sentir (odorat)           | sansana                              |
| 106 | craindre                  | tsoro                                |
| 107 | dormir                    | yi barci                             |
| 108 | vivre                     | yi rai                               |
| 109 | mourir                    | mutu                                 |
| 110 | tuer                      | kashe                                |
| 111 | se battre                 | yi fada                              |
| 112 | chasser (le gibier)       | yi farauta                           |
| 113 | frapper                   | buga                                 |
| 114 | couper                    | yanka                                |
| 115 | fendre                    | raba                                 |
| 116 | poignarder                | soka                                 |
| 117 | gratter                   | karce                                |
| 118 | creuser                   | haƙa                                 |
| 119 | nager                     | yi iyo                               |
| 120 | voler (dans l'air)        | tashi                                |
| 121 | marcher                   | yi tafiya a ƙas                      |
| 122 | venir                     | zo                                   |
| 123 | s'étendre, être étendu    | yi kwanciya (action), kwanta (état)  |
| 124 | s'asseoir, être assis     | zauna (action, état)                 |
| 125 | se lever, se tenir debout | miƙe tsaye (action), tsaya (état)    |
| 126 | tourner (intransitif)     | juya                                 |
| 127 | tomber                    | faɗi                                 |
| 128 | donner                    | ba                                   |
| 129 | tenir                     | riƙe                                 |
| 130 | serrer, presser           | matsa                                |
| 131 | frotter                   | goge                                 |
| 132 | laver                     | wanke                                |
| 133 | essuyer                   | shafa                                |
| 134 | tirer                     | ja                                   |
| 135 | pousser                   | tura                                 |
| 136 | jeter, lancer             | jefa                                 |
| 137 | lier                      | ɗaura                                |
| 138 | coudre                    | ɗinka                                |
| 139 | compter                   | ƙidaya                               |
| 140 | dire                      | ce                                   |
| 141 | chanter                   | rera waƙa                            |
| 142 | jouer (s'amuser)          | yi wasa                              |
| 143 | flotter                   | taso kan ruwa                        |
| 144 | couler (liquide)          | gudana                               |
| 145 | geler                     | daskara                              |
| 146 | gonfler (intransitif)     | kumbura                              |
| 147 | soleil                    | rana                                 |
| 148 | lune                      | wata                                 |
| 149 | étoile                    | tauraro                              |
| 150 | eau                       | ruwa                                 |
| 151 | pluie                     | ruwan sama                           |
| 152 | rivière                   | kogi                                 |
| 153 | lac                       | tabki                                |
| 154 | mer                       | teku                                 |
| 155 | sel                       | gishiri                              |
| 156 | pierre                    | dutse                                |
| 157 | sable                     | rairayi                              |
| 158 | poussière                 | ƙurar ƙasa                           |
| 159 | terre (sol)               | kasa                                 |
| 160 | nuage                     | gajimare                             |
| 161 | brouillard                | hazo                                 |
| 162 | ciel                      | sama                                 |
| 163 | vent                      | iska                                 |
| 164 | neige                     | ƙanƙara                              |
| 165 | glace                     | ayis, galas                          |
| 166 | fumée                     | hayaƙi                               |
| 167 | feu                       | wuta                                 |
| 168 | cendre                    | toka                                 |
| 169 | brûler (intransitif)      | ƙone                                 |
| 170 | route                     | haniya                               |
| 171 | montagne                  | babban dutse                         |
| 172 | rouge                     | ja                                   |
| 173 | vert                      | kore                                 |
| 174 | jaune                     | rawaya                               |
| 175 | blanc                     | fari                                 |
| 176 | noir                      | baƙi                                 |
| 177 | nuit                      | dare                                 |
| 178 | jour                      | rana, yini                           |
| 179 | an, année                 | shekara                              |
| 180 | chaud (température)       | mai ɗumi                             |
| 181 | froid (température)       | mai sanyi                            |
| 182 | plein                     | cikakke                              |
| 183 | nouveau                   | sabo                                 |
| 184 | vieux                     | tsoho                                |
| 185 | bon                       | mai kyau                             |
| 186 | mauvais                   | maras kyau                           |
| 187 | pourri                    | ruɓaɓɓe                              |
| 188 | sale                      | mai dauɗa                            |
| 189 | droit (rectiligne)        | miƙaƙƙe                              |
| 190 | rond                      | mai da’ira                           |
| 191 | tranchant                 | mai kaifi                            |
| 192 | émoussé                   | maras kaifi                          |
| 193 | lisse                     | mai santsi                           |
| 194 | mouillé, humide           | jiƙaƙƙe                              |
| 195 | sec                       | maras laima                          |
| 196 | juste, correct            | madaidaici                           |
| 197 | près                      | kusa da                              |
| 198 | loin                      | mai nisa                             |
| 199 | droite                    | dama                                 |
| 200 | gauche                    | hagu                                 |
| 201 | à                         | a, wurin                             |
| 202 | dans                      | a, cikin                             |
| 203 | avec (ensemble)           | da                                   |
| 204 | et                        | da, kuma                             |
| 205 | si (condition)            | in, idan                             |
| 206 | parce que                 | don                                  |
| 207 | nom                       | suna                                 |

- Orthographe :

L'orthographe indiquée n'utilise aucun des diacritiques marquant les tons ou la longueur des voyelles; elle correspond à celle couramment employée en dehors des dictionnaires.